# Cerasus subhirtella
Cerasus subhirtella là loài thực vật có hoa trong họ Hoa hồng. Loài này được (Miq.) S.Y. Sokolov mô tả khoa học đầu tiên năm 1954.